# Mazguitam
Mazguitam (Amazic ⵎⵣⴳⵉⵜⵎ, àrab مزكيتام) és una comuna rural de la província de Guercif de la regió de L'Oriental. Segons el cens de 2024 tenia una població total de 6.141 persones.